# Shiva Lingam (piedra)

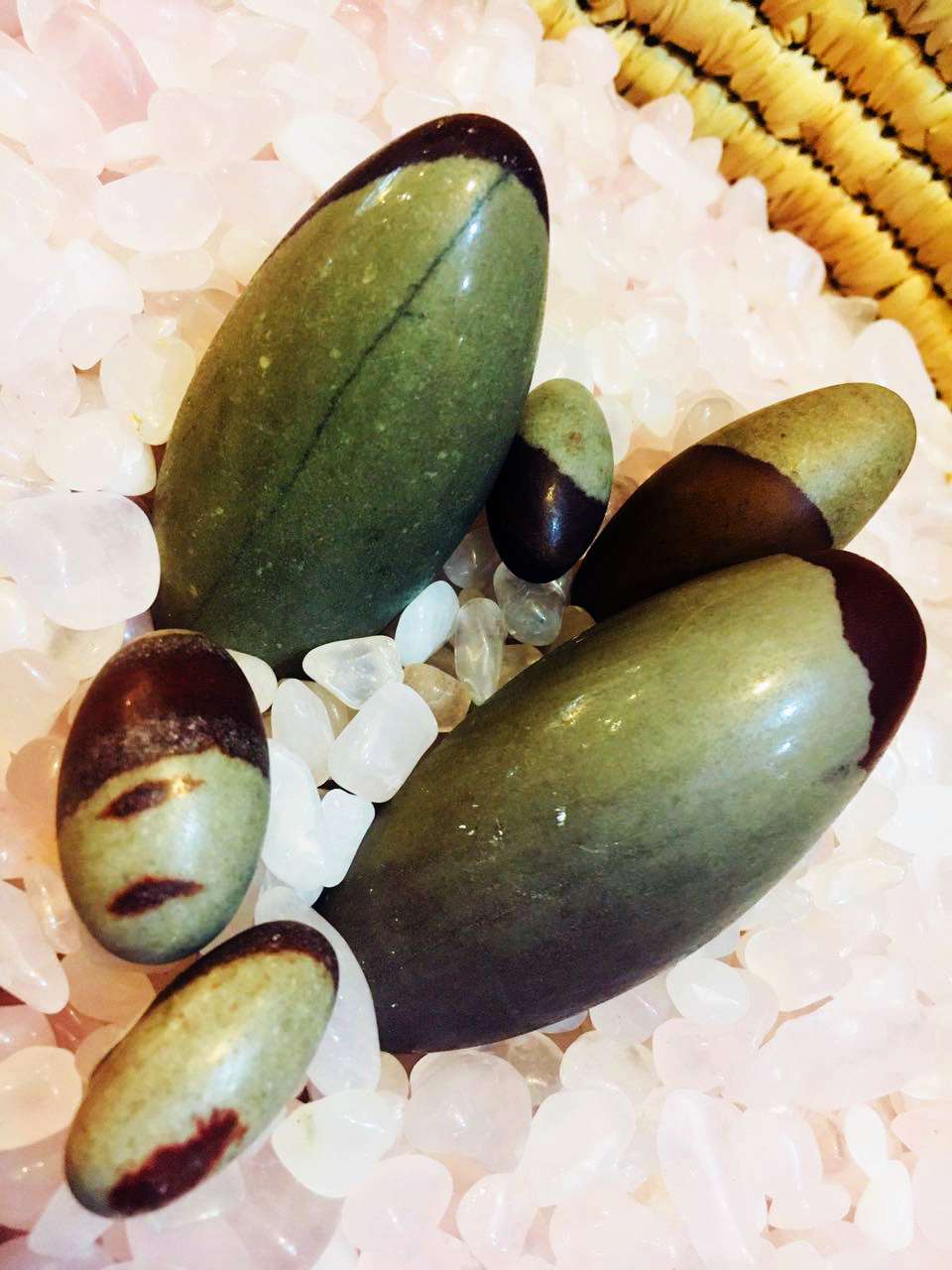
Shiva Lingam: Piedra sagrada de curación

El Shiva lingam, también llamado huevo del Tíbet, lingam sagrado o falo de Shiva,  es el nombre que se le da a las piedras sagradas de sanación. Se trata de un jaspe de procedencia hindú. Es posible encontrarla a la orilla del  Río Narmada, uno de los siete lugares sagrados de la India, durante la luna llena, más específicamente en la época de los monzones.
Según la sabiduría védica, los shiva lingam se crearon hace millones de años, cuando un meteorito colisionó contra la tierra justamente en donde se encuentra ubicado el río. Fueron entonces las altas temperaturas provocadas por el choque, las que dieron origen a la piedra al mezclar las partículas del meteorito con las rocas de la zona.
Simboliza la unión del dios hindú Shiva y Kali, activa los chacras básico y sacro, además de elevar y controlar la energía kundalini. El lingam ha sido ubicado por tradición de forma central en el santuario más profundo de cada templo de Shiva desde hace aproximadamente dos mil años.

## Atributos
Facilita la unión de los opuestos, como masculino y femenino o en su defecto cuerpo y alma. Debido a su forma alargada símbolo del falo masculino y por sus tonos rojizos se asocia también a lo femenino, por lo que se considera que esta piedra equilibra ambas energías. Es excelente para la curación sexual. Esta piedra, transmite percepciones a nivel psicológico y ayuda al cierre de ciclos en la vida personal. 
Es entonces, de gran utilidad para la sanación emocional de la persona en cuanto a dolores de la infancia específicamente causados por algún abuso sexual en esta etapa, el dolor de una separación de pareja, cortando la conexión sexual etérica entre ambos e incluso atrayendo un nuevo compañero sentimental .Genera también una apertura a la feminidad y al auto-amor, inspirando una conexión con lo divino y con el propósito de vida de cada persona. 

## Curación
La sanación ocurre debido a que logra restablecer la confianza en energías masculinas o en su defecto la conexión con la masculinidad propia. Trae además beneficios en caso de infertilidad, los síntomas de la menopausia, los cólicos menstruales y la impotencia. Estimula el flujo eléctrico en los sistemas corporales y meridianos sutiles.